# Aloe boscawenii
Aloe boscawenii (укр. Алое боскавені, Алое Боскавена)  — сукулентна рослина роду алое.

## Етимологія
Видова назва дана на честь Мілдмея Томаса Боскавена (англ. Mildmay Thomas Boscawen) (1892—1958), англійського офіцера, що став виробником сизалю в Танзанії після Першої світової війни, де він створив прекрасний сад з сукулентів.

## Історія
Цей вид алое вперше зібраний в 1937, описаний Г'ю Безілом Християном (англ. Hugh Basil Christian) (1871—1950) у 1942.

## Морфологічні ознаки
Розкидистий чагарник 1-2 м заввишки. Листя нещільно розташоване не стеблі.

## Екологія
Росте серед листяних чагарників поруч з берегом моря на висоті 0-60 м над рівнем моря.

## Місця зростання
Aloe boscawenii є ендемічним видом Танзанії, де відомий тільки з двох локалитетів, розташованих уздовж узбережжя північної Танзанії в області Танга. Існує також непідтверджене повідомлення, що цей вид росте в південній Кенії, неподалік кордону з Танзанією, на узбережжі.

## Охоронний статус
Aloe boscawenii входить до Червоного Списку Міжнародного Союзу Охорони Природи видів на межі зникнення (CR), враховуючи те, що недавні спроби знайти його знову завершилися безуспішно. Ніхто не бачив цей вид в природі з 1953 року.